# Humbug
Humbug je třetí studiové album britské skupiny Arctic Monkeys, vydané 19. srpna v Japonsku, 24. srpna ve Velké Británii a 25. srpna v USA

## Seznam skladeb
1. „My Propeller“
2. „Crying Lightning“
3. „Dangerous Animals“
4. „Secret Door“
5. „Potion Approaching“
6. „Fire and the Thud“
7. „Cornerstone“
8. „Dance Little Liar“
9. „Pretty Visitors“
10. „The Jeweller's Hands“
11. „I Haven't Got My Strange“ (Japanese bonus tracks)
12. „Red Right Hand“ (Japanese bonus tracks)
13. „Sketchead“ (iTunes bonus track)

## Obsazení
Arctic Monkeys
- Alex Turner
- Jamie Cook
- Nick O'Malley
- Matt Helders

Ostatní hudebníci
- John Ashton – klávesy, doprovodné vokály
- Alison Mosshart – zpěv